# 8847 Huch
8847 Huch (1990 TO3) là một tiểu hành tinh vành đai chính được phát hiện ngày 12 tháng 10 năm 1990 bởi F. Borngen và L. D. Schmadel ở Tautenburg.